# Janakpur
Janakpur (Nepali जनकपुर) oder Janakpurdham (Nepali जनकपुरधाम) ist eine Stadt mit Stadtrecht 2. Ordnung im Süden Nepals, administrative Hauptstadt der Provinz Madhesh und des Distriktes Dhanusha und besonders aufgrund ihrer Rolle im hinduistischen Epos Ramayana eine wichtige Pilgerstadt für Hindus.
Bei der Volkszählung 2011 hatte die Stadt Janakpur 97.776 Einwohner (davon 51.838 männlich) in 19.183 Haushalten.

## Geschichte und Mythos
Das heutige Janakpur gilt als die antike Stadt Mithila, die Hauptstadt des historischen Königreiches Videha und Zentrum der antiken Maithili-Kultur.
Die Stadt wird in vielen Schriften des Hinduismus erwähnt, darunter das Shatapatha-Brahmana, das Vishnu Purana, das Ramayana des Valmiki, das Mahabharata und das Shrimadbhagabat Mahapuran. Diese vedischen Schriften, Epen und Puranas sind die wichtigsten Quellen zur geschichtlichen und kulturellen Entwicklung von Janakpur.
Das Shatapatha-Brahmana beschreibt, wie der König Mathava Videgha, geführt durch seinen Priester Gotama Rahugana, den Fluss Sadanira (Gandaka) überquerte und das Königreich Videha gründete. Die Stadt Mithila wurde Hauptstadt des Videha Reiches, das weite Teile des Terai umfasste und sich vom Fluss Kali Gandaki bis zum Sapt Koshi und ins heutige indische Bihar hinein erstreckte. Da Gotama Rahugana viele Hymnen im Rigveda komponierte, wird die Gründung des Maithili Königreiches in vedischer Zeit angenommen.
Eine der wichtigsten Referenzen zu Mithila/Janakpur ist das große Epos Ramayana des Weisen Valmiki. Danach wurde hier Sita, die Inkarnation der Göttin Lakshmi, geboren und vermählte sich mit dem Prinzen Rama. Der Überlieferung nach fand König Janak von Mithila sie einst als Baby beim Pflügen in der Ackerfurche, hervorgebracht von ihrer Mutter, der Erde. Der König zog Sita, der Name bedeutet „Ackerfurche“, als Tochter auf, und bald war sie zu einem schönen, klugen und von den Männern begehrten Mädchen herangewachsen. Als ihre Hochzeit bevorstand, fanden sich viele Freier ein, die von ihrem Vater auf die Probe gestellt wurden: Derjenige sollte seine Tochter ehelichen, der in der Lage wäre, den Bogen des Gottes Shiva zu spannen – eine Tat, zu der kein Sterblicher fähig sein würde. Alle versagten. Als jedoch Rama an der Reihe war, schaffte er nicht nur, den Bogen zu spannen, er zerbrach ihn sogar in zwei Teile. Sita war von dem Prinzen zutiefst angetan und heiratete ihn. Janakpur gilt seit dem 16. Jh. als wichtiger Pilgerort, nachdem Einsiedler im dortigen Dschungel einige Figuren von Rama und Sita und einen Teil des mystischen Bogens Shivas entdeckt haben sollen.

## Geographie

### Geographische Lage
Janakpur liegt im Terai (nepalesischer Teil der Gangestiefebene) im Süden Nepals ca. 20 km nördlich der indischen Grenze und ca. 400 km südöstlich von Kathmandu. Die Stadt liegt auf einer Meereshöhe von ca. 70 m auf ebenem Gelände ohne signifikante Höhenunterschiede. Sie wird im Westen begrenzt vom Fluss Dudhmati, im Osten vom Fluss Jaladh. Janakpur ist die administrative Hauptstadt des Dhanusha Distrikts.

### Klima
Janakpur ist eine der heißesten Städte Nepals. Das Klima ist gekennzeichnet von einer hohen Luftfeuchtigkeit, subtropischen Sommern mit Temperaturen von bis über 40 °C und milden Wintern mit Temperaturen von nur selten unter 10 °C.
|                       | Jan  | Feb  | Mär  | Apr  | Mai  | Jun  | Jul  | Aug  | Sep  | Okt  | Nov  | Dez  |   |      |
| Mittl. Tagesmax. (°C) | 22,2 | 26,0 | 31,2 | 34,8 | 34,6 | 34,1 | 32,5 | 32,7 | 32,3 | 31,7 | 29,3 | 25,1 | ⌀ | 30,6 |
| Mittl. Tagesmin. (°C) | 9,1  | 11,3 | 15,5 | 20,6 | 24,0 | 25,9 | 26,1 | 26,4 | 25,3 | 22,0 | 15,7 | 10,9 | ⌀ | 19,4 |
|                       |      |      |      |      |      |      |      |      |      |      |      |      |   |      |
| Niederschlag (mm)     | 12   | 11   | 12   | 52   | 128  | 239  | 488  | 339  | 198  | 64   | 2    | 8    | Σ | 1553 |

| 9,1 |

| 11,3 |

| 15,5 |

| 20,6 |

| 24,0 |

| 25,9 |

| 26,1 |

| 26,4 |

| 25,3 |

| 22,0 |

| 15,7 |

| 10,9 |

| 9,1 |

| 11,3 |

| 15,5 |

| 20,6 |

| 24,0 |

| 25,9 |

| 26,1 |

| 26,4 |

| 25,3 |

| 22,0 |

| 15,7 |

| 10,9 |

### Bevölkerung
Die folgende Tabelle zeigt die Entwicklung der Einwohnerzahlen der Stadt Janakpur.
(*) – Schätzung
Die Wachstumsrate der Bevölkerung beträgt 3,05 % pro Jahr. Gemäß der letzten Volkszählung 2011 leben die 51.838 Männer und 45.938 Frauen in 19.183 Haushalten. 2001 lebten neben 33.240 verheirateten Männern und Frauen in monogamer Ehe 376 Männer und Frauen in Ehen mit mehreren Ehefrauen. Die Analphabetenquote in Janakpur betrug 34 %, wobei ca. jeder 4. Mann (24 %) und ca. jede 2. Frau (45 %) nicht lesen und schreiben konnte. Von den Kindern im Schulalter (26.745) besuchten ca. 69 % der Jungen (9.474) und 59 % der Mädchen (7.615) die Schule.
Die Bevölkerung setzt sich aus ca. 80 verschiedenen Kasten und ethnischen Gruppen zusammen, die größten unter ihnen 2001 waren Brahman-Hill (7868), Sudhi (6828), Yadav (6535), Teli (5836), Muslim (5538), Brahman-Terai (3584), Kayastha (3491) und Kurmi (3116). Die Religion der meisten Einwohner ist der Hinduismus (92,6 %), daneben gehören ca. 6,9 % dem Islam an, andere Religionen (Buddhismus 0,4 %, Jainismus 0,02 %, Christentum 0,02 %) sind Minderheiten. Mit ca. 84 % (62.261) ist die Muttersprache der meisten Einwohner Maithili, bei ca. 10 % (7.978) ist es Nepali, weitere der insg. zwölf vorkommenden Sprachen sind Urdu (781), Rajsthani (574), Hindi (561) und Newar (493).

## Kultur und Sehenswürdigkeiten

### Tempel

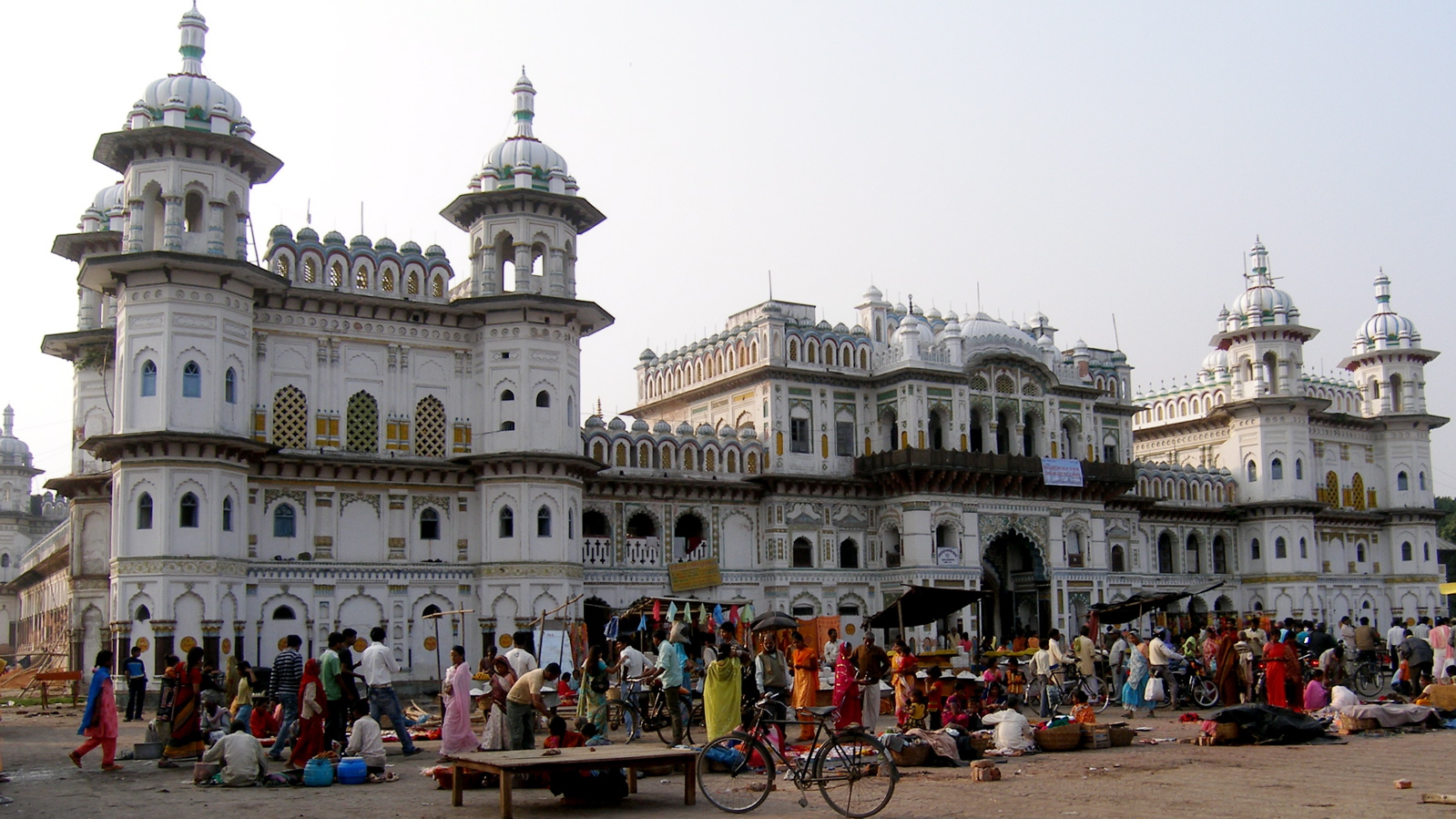
Janaki Mandir

Wegen der über 120 Tempel wird Janakpur auch Stadt der Tempel genannt. Herausragende Bedeutung haben der Janaki-Tempel und der Rama-Tempel.
Der Janaki-Tempel im Herzen der Stadt wurde im Jahr 1911 nach zwölf Jahren Bauzeit eröffnet. Janaki ist ein Name von Sita, der Tochter des König Janaka und Gattin von Rama. Vrisha Bhanu, Königin der Stadt Tikamagarh (im indischen Bundesstaat Madhya Pradesh), hatte ihn durch eine Spende von 900.000 Rupien gestiftet, weil ihr Kindeswunsch durch eine Pilgerreise nach Janakpur in Erfüllung gegangen war. Daher wird der Tempel auch „Naulakha Mandir“ genannt – „900.000-Rupien-Tempel“. Die Wappenkartusche der Königin ziert das Nordtor. Die Mogul-Architektur des Tempels, wie sie im Indien des 17. Jahrhunderts beliebt war, ist einzigartig in Nepal.
Der Rama-Tempel ist zentraler Ort des Ramnavami-Festivals. Er wurde 1882 durch König Rana Bahadur erbaut und ist somit der älteste der Stadt. Seine Bauweise ist bestes Beispiel des Pagodenstils in Nepal. Renoviert wurde der Bau 1927 unter Maharadscha Chandra Shamsher.

### Festivals
Die Menschen von Janakpur sind sehr religiös und feiern das Jahr hindurch viele Feste. Beim mehrtägigen Dasain im Oktober wird der Sieg des Guten über das Böse gefeiert. Am zehnten Tag tötete Rama den Dämon Ravana. Wegen der besonderen Beziehung der Stadt Janakpur zu Rama feiert man das Dasain Festival in Janakpur besonders enthusiastisch. Dies äußert sich nicht nur durch die vielen Pilger, welche die Stadt in dieser Zeit besuchen, sondern auch in der großen Anzahl der geopferten Tiere, meist Ziegen, am neunten Tag des Festivals.

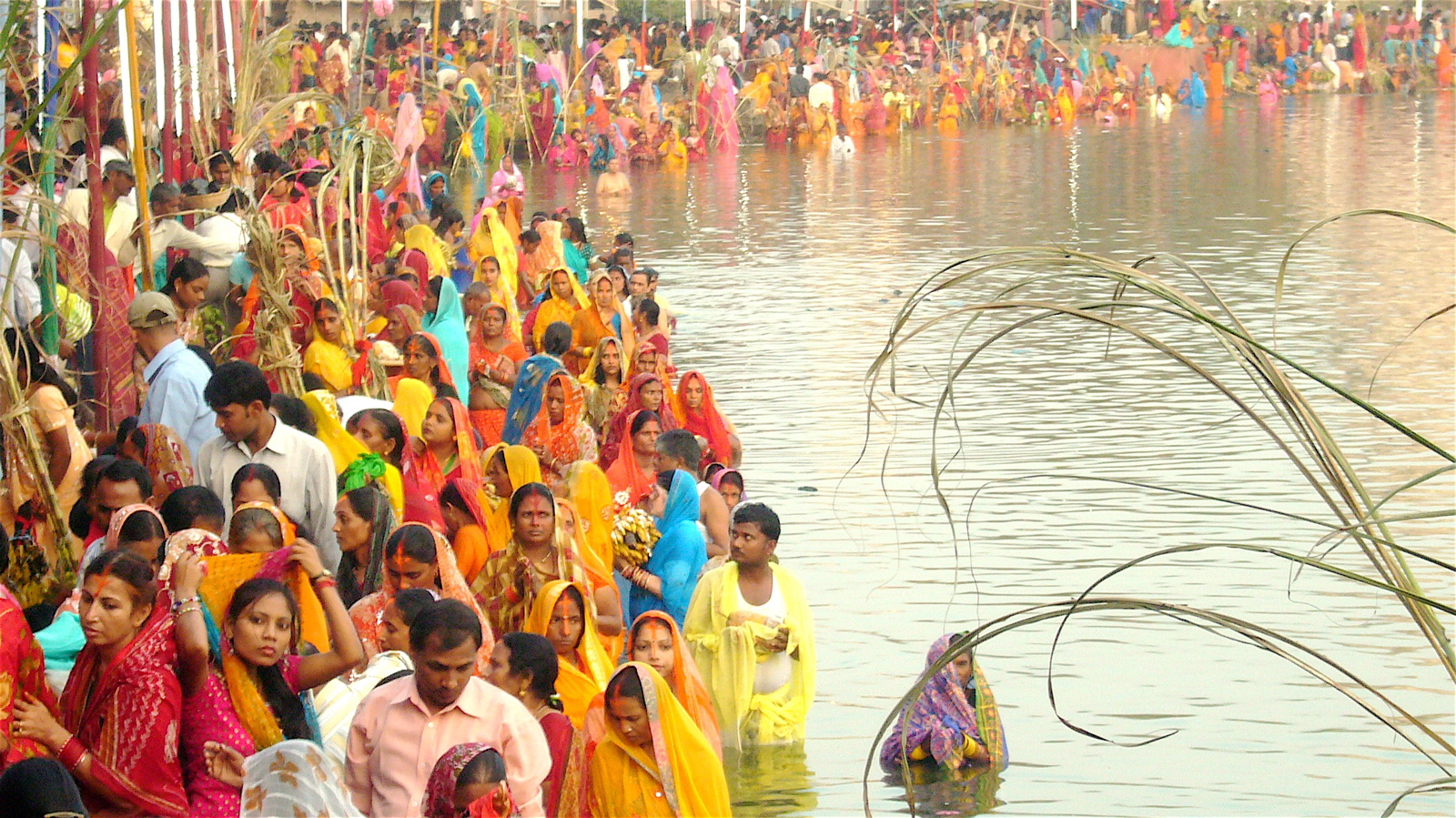
Chhath Parva Festival

Das Festival Chhath Parva im November ist bekannt für seine einzigartige Verbindung zu Janakpur und besonders bei Frauen sehr beliebt. Es ist der Anbetung des Sonnengottes Surya gewidmet, weswegen man es auch Surya Shashti nennt. Dieses Fest, eines der heiligsten, dauert vier Tage. Jedes Jahr kommen unzählige Pilger um in einem der vielen heiligen Teiche der Stadt den Sonnengott anzubeten.
Sita Vivaha Panchami im Dezember, das die Hochzeit von Sita und Rama, dem Helden des Ramayana, feiert, findet in ganz Nepal und Indien statt. Der Brennpunkt der Feierlichkeiten liegt jedoch in Janakpur, da der Überlieferung nach die Vermählung hier stattfand. Auch dieses Fest lockt tausende von Pilgern aus Nepal und Indien an, da Sita und Rama zu den am meisten verehrten hinduistischen Gottheiten gehören.
Weitere wichtige Feste sind Navabarsha (Mitte April), Nag Panchami (Juli/August), Janau Purnima und Rishi Tarpani (Juli/August), Krishna Ashthami (August), Teej (August/September), Chaurchan (September), Deepawali sowie Lakshmi Puja (November), Maghe Sankranti bzw. Tila Sankranti (Mitte Januar), Basanta Panchami (Februar), Maha Shivaratri (Februar), Holi bzw. Fagu-wa (März) und Ramnawami (März).

### Teiche und Brunnen
Die Stadt Janakpur ist seit jeher bekannt für ihre vielen heiligen Teiche und Brunnen. Heute gibt es 68 heilige Teiche, genannt Sar, und sieben heilige Brunnen, genannt Kup. Pilger vollziehen rituelle Waschungen vor allem in jenen Teichen, die eine besondere mythologische Bedeutung haben. Der Überlieferung nach etwa wurden Rama im Pad Prakshalan Sar von König Janak die Füße gewaschen. Da diese Anlagen jedoch von der Stadtverwaltung nur wenig gepflegt werden, ist sowohl der bauliche Zustand als auch die Verschmutzung des Wassers bedenklich.

### Kunst
Die Frauen in Mithila sind international berühmt für ihre traditionelle Kunst, die Mithila-Malerei. Sie verzieren die Außenwände ihrer Lehmhäuser zu bestimmten Anlässen, wie z. B. Hochzeiten oder bestimmten religiösen Feiertagen, mit Motiven und Gestalten aus Mythologie und ihrem täglichen Leben, sowie mit abstrakten Symbolen und Mustern. Seit 1989 das Janakpur Women's Development Center (JWDC) gegründet wurde, werden diese traditionellen Malereien auch auf Papier angefertigt und sind als Janakpur Paintings bekannt geworden. Die Künstlerinnen von Janakpur gehören zu den bekanntesten zeitgenössischen Künstlern in Nepal.

## Wirtschaft und Infrastruktur

### Verkehr

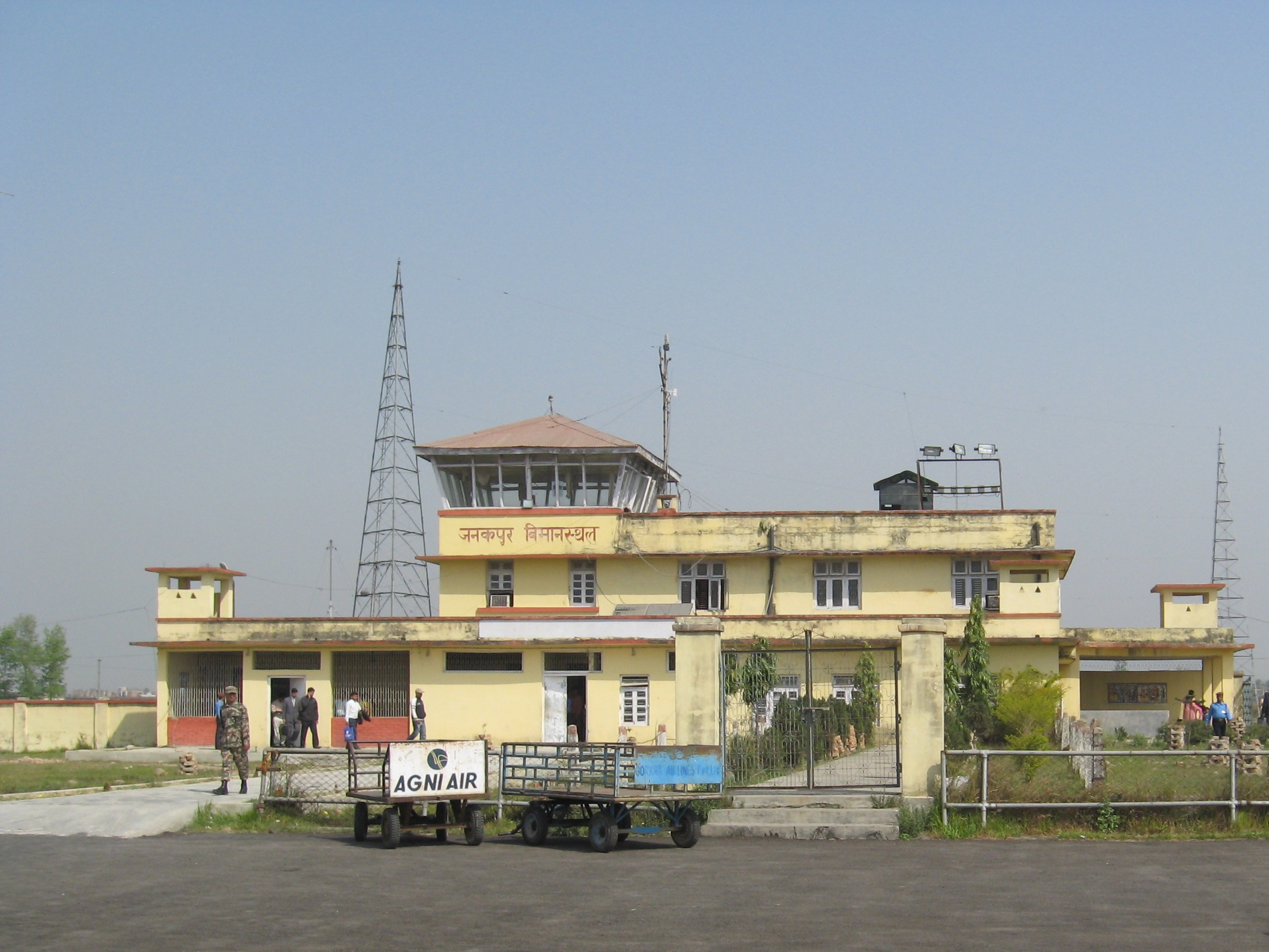
Flughafengebäude Janakpur

Für den überregionalen Verkehr ist Janakpur durch den Dhalkewar-Bhithamod-Highway an die wichtige Ost-West-Verbindung Mahendra Rajmarg im Norden, und Indien im Süden angeschlossen. Überregionale Busverbindungen führen nach Kathmandu, Pokhara u. a.
Janakpur hat einen regionalen Flughafen (IATA-Code: JKP; ICAO-Code: VNJP), der im Süden der Stadt liegt. Täglich gibt es mehrere Verbindungen nach Kathmandu (Flugzeit ca. 25 Minuten).

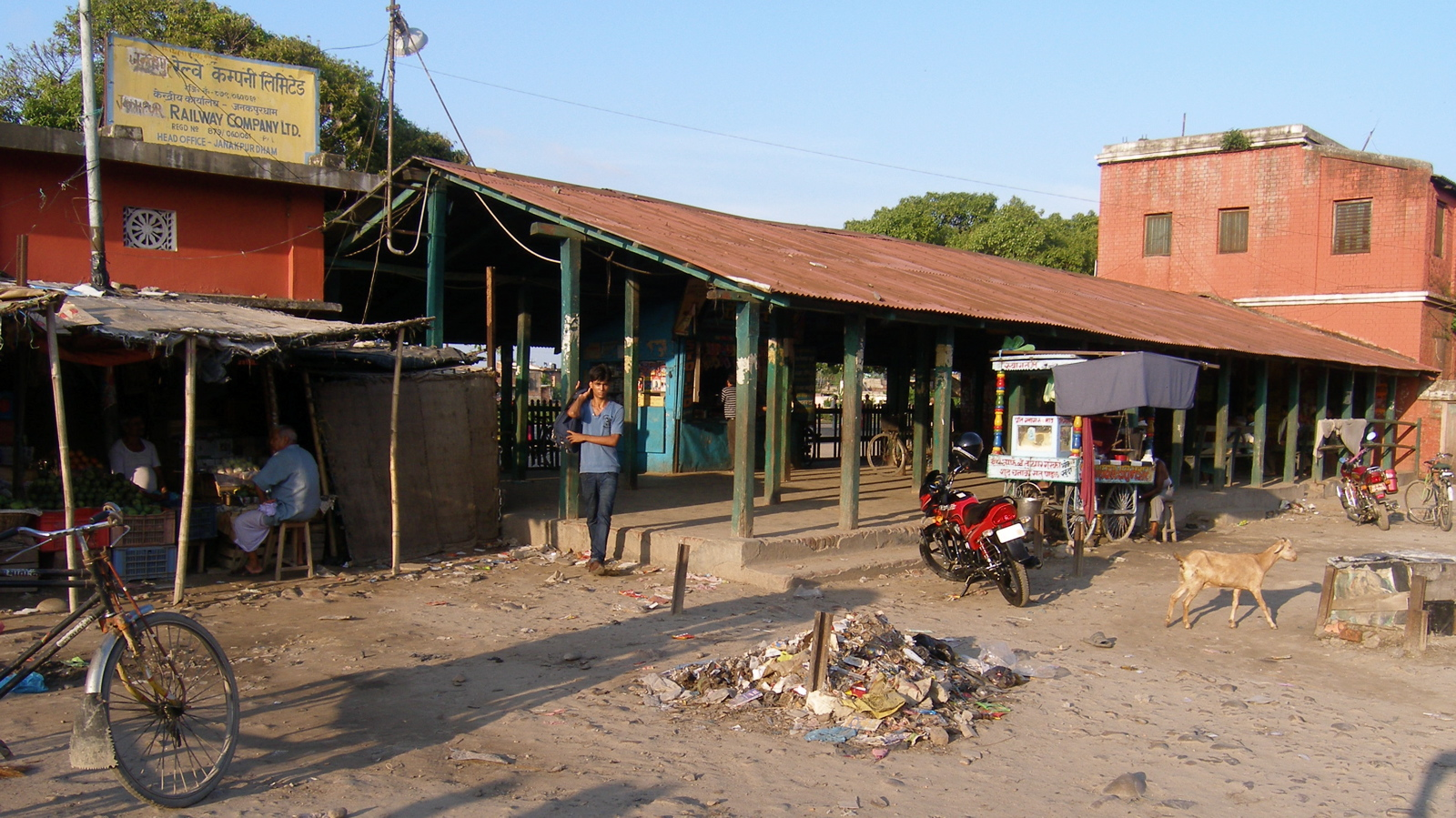
Bahnhof Janakpur

Janakpur ist die einzige Stadt Nepals die an eine Eisenbahnlinie angeschlossen ist. Die 1935 in Dienst gestellte Linie hat eine Länge von 51 km, von denen aber im Moment nur 29 Kilometer von der Nepal Railways befahren werden. Die täglich verkehrenden Züge transportieren Passagiere und Fracht, sie werden insbesondere von vielen Pendlern sowie Pilgern genutzt.

### Bildung
In Janakpur gibt es Zweigstellen der Tribhuvan-Universität Kathmandu mit den Fachrichtungen Medizin, Ingenieurwesen, Geisteswissenschaften, Wirtschaft und Erziehung.

### Kanalisation und Abfallbeseitigung
Die Stadtverwaltung Janakpur unterhält ca. 120 km Straße. Im Jahr 2000 gab es lediglich 0,5 km Kanalisation, die zwar kontinuierlich ausgebaut wird, jedoch häufig als offene Kanalisation am Straßenrand.
Laut einer Untersuchung im Jahr 2003 produziert jeder Einwohner Janakpurs ca. 0,15 kg Müll pro Tag, wodurch ca. 15,3 Tonnen Müll pro Tag in der gesamten Stadt anfallen. Vom Personal der Straßenreinigung werden ca. 3 Tonnen Müll pro Tag eingesammelt, Müllbehälter gibt es nicht, es wird nicht zwischen verschiedenen Abfallarten getrennt, auch medizinischer Abfall wird nicht separiert. Für die Entsorgung des gesammelten Mülls stehen weder Deponien, noch Kompostier- oder Recyclinganlagen zur Verfügung, stattdessen wird der Müll außerhalb der Stadt entlang des Highway abgeladen.

## Persönlichkeiten
- Dr Ram Baran Yadav (* 4. Februar 1948), Politiker, 2008–2015 Präsident von Nepal

## Verweise